# ケイ・パーカー
ケイ・パーカー（Kay Parker、1944年8月28日 -　2022年10月14日 ）は、イギリスのニューエイジ作家・元ポルノ女優。イングランド・バーミンガム出身。
『タブーシリーズ』における近親相姦シーンの演技で最も有名である。XRCO殿堂とAVN殿堂双方のメンバー。

## ポルノ映画歴
ケイ・パーカーは1970年代後半、男優ジョン・レスリーが彼の予定している映画の一つにパーカーを推挙したことが、ポルノ映画界に関わりを持ったきっかけとされる。それがポルノ映画だと聞くと、パーカーは即座に申し入れを断ったと言われる。しかし、セックスシーン無しの端役を演じながら、パーカーは結局ポルノ界に徐々に取り込まれていった。彼女はポルノ監督のアンソニー・スピネリに説得されて、1977年の映画『セックス・ワールド (Sex World)』で初のセックスシーンを演じた。
パーカーが初めてスクリーン上でセックスをしたのは、ポルノ男優のジョーイ・シルヴェラだった。パーカーがポルノ映画界で活躍中に受けた様々なインタビューによると、彼女とジョーイ・シルヴェラはセックスシーンで興奮のあまり我を忘れたことを明かした。それはパーカーの齒が欠けてしまうほど、精力的で手に負えないものであった。パーカーの欠けた歯は、これ以降に彼女が出演した映画ではっきりと見る事ができる。
スピネリの『セックス・ワールド』が公開されると、パーカーは業界内で評判になった。パーカーは当時最も人気のある、男優から最も共演の要望が多い女優の1人となった。彼女のお気に入りの男優はジョン・レスリー、ポール・トーマス、ハーシェル・サヴェージ、マイク・レンジャー、ジョーイ・シルヴェラ、ランディ・ウェストなどであった。
彼女は1970年代後半から1980年代全般にかけてポルノ映画に出演した。熱心なファンの多くは、大きなピンクの乳首の97cmDDカップの自然な巨乳（豊胸していない乳房）や、かなり多めに黒みがかり繁茂した陰毛と共に、成熟したポルノ女優（彼女はハードコアセックスシーンを演じ始めた頃には30代になっていた）としての彼女の演技力を賞賛した。彼女の仕事は、基本的に膣性交、オーラルセックス、コスプレ、レズビアン、バイブレータの使用から成りたっていた。

### Tabooの名声
彼女の最も有名な役は、1980年のポルノ映画『タブー・セックス/恥辱 (Taboo)』と続編の内の最初の2作で演じた近親相姦を犯す母親バーバラ・スコットであった。（4作目の『タブー・セックス 4/錯乱 (Taboo IV)』の彼女の「出演」は、ストック・フッテージからのものであり、9作目と11作目においてはセックスシーン無しの出演である。）第1作目で、パーカーは彼女の息子、ポール・スコットを演じるポルノ男優、マイク・レンジャーとセックスした。2作目の『幼愛ロリータ/タブー・コア (Taboo II)』では、ポールの親友、グレゴリー・"ジュニア"・マクブライド・Jr.を演じる若い男優、ケビン・ジェームズとセックス、3作目の『TABOO SEX/恥情 (Taboo III)』では、兄のポールと間違えてその弟のジェームズ・スコット（ジェリー・バトラー）とセックスする。これらのビデオでは、その他にも兄弟と姉妹、父と娘、母と息子のセックスが描かれている。
彼女はスペシャル版DVDの解説で、10 - 12歳の年齢差にもかかわらず、自分とレンジャーは確かにお互い惹かれ合っていたと語った。

### 一般映画
パーカーは、ドリー・パートンとバート・レイノルズ主演の1982年のミュージカル・コメディ映画『テキサス1の赤いバラ (The Best Little Whorehouse in Texas)』の冒頭でごく短い出演をしている。

## ポルノ引退後
パーカーは2005年の独立系映画『Dick Ho: Asian Male Porn Star』で彼女自身を演じた。架空の伝説的アジア人男性ポルノスターについて、70年代から名の知られたポルノ女優（パーカーの他にはアニー・スプリンクル、ジュリエット・アンダーソンなど）が「思い出」を語るインタビューなどを含む、モキュメンタリーである。
レスラーのミック・フォーリーは自著「Foley Is Good」(ISBN 978-0007126545) で述べたとおり、パーカーが全人生における、お気に入りのポルノスターであると語った。本によればフォーリーはイングランドで開かれたレスリング・イベントの最中に彼女の名前を口にすることさえあった。
晩年、パーカーは、ニューエイジ運動の立場からメタフィジカル・カウンセラーとして働いていた。2001年、彼女は幼年期、ポルノ映画界での経歴、経験した理解しがたい体験を綴った『Taboo: Sacred, Don't Touch』(ISBN 978-0971368408) という本を執筆した。

## 出演作の一部
- 1977年 - 『セックス・ワールド (Sex World)』
- 1978年 - 『オープン・ポルノ/Sex Oress (Health Spa)』
- 1978年 - 『コーラス・コール (Chorus Call)』
- 1980年 - 『タブー・セックス/恥辱 (Taboo)』
- 1981年 - 『エログランプリR.T.A (Vista Valley PTA)』
- 1982年 - 『ワイセツ貴婦人 (Memphis Cathouse Blues)』
- 1982年 - 『サティスファックション/連姦 (Satisfactions)』
- 1982年 - 『幼愛ロリータ/タブー・コア (Taboo II)』
- 1983年 - 『スイート・ヤング・フォクセス (Sweet Young Foxes)』
- 1983年 - 『エクスタシー・ガールズ/ザ・快楽 (Private Teacher)』
- 1983年 - 『女子大生・ブレイク・ラーゲ (Tomboy)』
- 1984年 - 『巨大なる男とエンジェル (L'amour)』
- 1984年 - 『TABOO SEX/恥情 (Taboo III)』
- 1984年 - 『スーパー・クライマックス/女たちのアクメ (Matinee Idol)』
- 1984年 - 『ファイヤーストーム/盲愛令嬢 (Firestorm)』
- 1987年 - 『ダーティ・アクトレス/生好きの女 (Careful He May Be Watching)』

## 受賞
- 1983年 AFAA 最優秀助演女優賞 『スイート・ヤング・フォクセス (Sweet Young Foxes)』[5]
- 1990年 XRCO殿堂顕彰[6]
- AVN殿堂顕彰[7]
- Legends of Erotica[8]

## 文献
- Louis Marvin: The New Goddesses (AF Press, USA 1987)：彼女のために章が割かれている。(ISBN 978-0912442990)